# Mikro-čibčské jazyky
Mikro-čibčské jazyky jsou jazykovým mikrokmenem makro-čibčských jazyků. Tento mikrokmen obsahuje tři jazykové rodiny s mnoha jazyky a nářečími. Těmito jazyky mluví domorodí obyvatelé v severní části Jižní Ameriky. Některé tyto jazyky jsou již vyhynulé.

## Jazykové rodiny
- čibčská
- misumalpská
- waikaská